# Klenodiebind
Klenodiebind er rigt udsmykkede bogbind med træpermer fra den tidlige middelalder.
Ofte blev kun bogens forside udsmykket, og bagsiden dækkedes med læder eller stof. Der findes bind med udskåret elfenbensarbejde, hvis permer ofte havde været et diptykon. Andre er med guldsmedearbejde og celleemalje (émail cloisonné), mens andre igen er helt dækket af plader og felter i grubeemalje (émail champlevé)
Udtrykket "pragtbind" blev i slutningen af 1800-tallet degraderet til "... de presseforgyldte forlagsbind i shirting, også kaldet komponerede bind, hvis komposition enten var tegnet af en kunstner eller sammensat af en bogbinders forhåndenværende stempler. Efterhånden forstod man ved pragtbind snarest den outrerede form for komponerede bind hvor dekorationen gerne fyldte hele eller det meste af ryg og bindside. ...".
- Klenodiebind
- Ædelstensbeklædt bind - Codex Aureus fra Sankt Emmeram i Regensburg, ca. 870
- Elfenbensplakette, muligvis fra et bogbind. Reims fra slutningen af 800-tallet.
- Typisk Limoges-emaljearbejde, ca. 1200